# Emergia
Emergia es una empresa multinacional española fundada en 2005. Especializada en la creación de centros de llamadas o call center, su primer centro se estableció en Hospitalet de Llobregat (Barcelona), en una nave de 1430m² y casi 200 posiciones de operación. En 2019 contaba con más de 8 000 empleados. Albert Ollé es su actual presidente y Miguel Martey su consejero delegado.

## Historia
En 2006 se estableció en la capital de Chile, en la ciudad de Santiago de Chile. Con 1260m2 y más de 300 posiciones de operación. En diciembre de 2008 llegó a Córdoba (España), en una nave con más de 1.300 m² y 400 posiciones de operación. Desde entonces mantiene dos centros en Córdoba (España), Emergia Contac Center y Emergia Reilance. En marzo de 2019 daba empleo a cerca de un millar de personas en sus centros cordobeses. Emergia Contac Center se encuentra ubicada en el polígono industrial de las Quemadas, en la calle Andrés Barrera, número 59, donde trabajan cientos de trabajadores por turnos.
En octubre de 2017 el Sindicato Provincial de Servicios de CCOO de Córdoba denunció a través de un comunicado "la creciente precariedad laboral" existente en la call center Emergia, empresa que da empleo a alrededor de un millar de trabajadores en los dos centros que posee en Córdoba (Emergia Contac Center y Emergia Reilance).
En noviembre de 2018 el Sindicato Provincial de Servicios de CCOO denunciaba una política errática de contrataciones y continuos despidos improcedentes de Emergia Reliance, empresa hermana de Emergia Contact Center, multinacional que desarrolla centros de llamadas o call center y que daba empleo en Córdoba a más de 160 personas.
Emergia Córdoba comenzó en marzo de 2019 un nuevo servicio de atención al cliente para la compañía Vodafone, por lo que no se frenaron los despidos de personal anunciados una semanas antes y aumentó los despidos hasta el medio millar de trabajadores antiguos con 28 días por año trabajado.
Realizado Ere en 2021 en Masmovil y Vodafone por pérdidas no imputables al call center.

## Consultoría
Emergia Customer Care, especializada en la gestión integral de clientes en el ámbito del contact center, la externalización de servicios de procesos de negocio (BPO) y la consultoría en customer care, aspira a diversificar el campo de servicios de la compañía.